# Port lotniczy Kasungu
Port lotniczy Kasungu – port lotniczy zlokalizowany w mieście Kasungu, w Malawi.